# Ritterbach-Verlag
Der Ritterbach-Verlag mit Sitz in Erftstadt verlegt die Schriften des Ministeriums für Schule und Weiterbildung in Nordrhein-Westfalen, das Pastoralblatt für die Diözesen Aachen, Berlin, Essen, Hildesheim, Köln und Osnabrück. Die Ritterbach Verlag GmbH ist Teil der Ritterbach Group. Geschäftsführer ist der Kölner Unternehmer, Karnevals- und Fußballfunktionär Markus Ritterbach.